# Motacilla
Motacilla Linnaeus, 1758 è un genere di uccelli passeriformi della famiglia Motacillidae, diffusi in tutta l'Eurasia.

## Descrizione
Le differenze tra le varie specie sono principalmente dovute al differente piumaggio. Caratteristico per tutte le motacille è il volo ondulato ed il modo di muoversi sul terreno: piccoli passi veloci accompagnati da un continuo oscillare della coda

## Tassonomia
Secondo il Congresso Ornitologico Internazionale (aprile 2012) il genere Motacilla comprende le seguenti specie:
- Motacilla flava Linnaeus, 1758 - cutrettola
- Motacilla tschutschensis J.F.Gmelin, 1789
- Motacilla citreola Pallas, 1776 - cutrettola testagialla orientale
- Motacilla capensis Linnaeus, 1766 - ballerina del Capo
- Motacilla flaviventris Hartlaub, 1860 - ballerina del Madagascar
- Motacilla bocagii (Sharpe, 1892) -  beccolungo di Bocage
- Motacilla cinerea Tunstall, 1771 - ballerina gialla
- Motacilla clara Sharpe, 1908 - ballerina montana
- Motacilla alba Linnaeus, 1758 - ballerina bianca
- Motacilla aguimp Temminck, 1820 - ballerina africana
- Motacilla samveasnae Duckworth et al, 2001 - ballerina del Mekong
- Motacilla grandis Sharpe, 1885 - ballerina del Giappone
- Motacilla maderaspatensis J.F.Gmelin, 1789 - ballerina cigliabianche